# Kawéni
 (juin 2016).
Kawéni (ou Kaouéni, Koeny, Koini) est une agglomération rattachée à la commune de Mamoudzou à Mayotte. La principale zone industrielle de l’île se trouve aux abords de Kawéni. Elle est située à deux kilomètres de la préfecture et à trois kilomètres de Majicavo Lamir.
Dans ses limites en tant que quartier prioritaire, Kawéni compte presque 15 000 habitants en 2018.

## Géographie
L'agglomération de Kawéni est située au nord de Mayotte, au nord-est et à 2 km de la capitale (Mamoudzou), enclavée par Mamoudzou et le village de Majicavo Lamir.
Kawéni jouit d'un climat tropical de type Aw selon la classification de Köppen, avec une température moyenne annuelle de 26 °C et des précipitations d'environ 1 213 mm par an, plus faibles en hiver qu'en été.

## Histoire
Le site de Kawéni est un cirque assez plat issu de la caldeira volcanique du mont Mtsapéré érodée par le ruissellement de la rivière Kawéni.
L’histoire de ce village est liée à celle du domaine agricole concédé, dès 1845, pour 1 392 ha à la société des Comores dont le premier directeur Paulin Ciret réalisa la première usine sucrière de l’île en 1848. Le développement rapide du domaine fixa une population de travailleurs immigrés d’origine africaine. En 1935, les villages de plantation furent transformés en réserves indigènes selon le statut colonial alors en vigueur. Des vestiges de l’ancienne usine (éléments mécaniques) se trouvent toujours dans la mangrove, à 800 m.
Au XXIe siècle, Kawéni offre le visage contrasté d’un « village » partagé entre un pôle industriel et les bidonvilles en constante augmentation en raison de la forte immigration clandestine. Malgré tout, Kawéni reste le poumon économique de l'île, avec ses nombreuses entreprises, écoles et administrations. En 2024, le cyclone Chido détruit tous les habitats précaires constituant les bidonvilles. Sur les 20 000 habitants estimés de Kawéni, seuls 5 000 auraient rejoint des abris avant le passage du cyclone
Le village de Kawéni abrite un lycée professionnel, deux collèges, plusieurs écoles maternelles et primaires.
En 2015, un film a été réalisé par des jeunes du village de Kawéni. Le film représente la vie quotidienne des habitants.

## Démographie
| 1997  | 2002  | 2007   | 2012 | 2017 |
| ----- | ----- | ------ | ---- | ---- |
| 6 206 | 9 604 | 11 652 | -    | -    |

Kawéni comme dans l'ensemble de l'île, connaît une augmentation très importante de la population. Ce phénomène est dû non seulement à une forte natalité, mais aussi à une immigration clandestine très importante.

## Lieux et monuments
- Mosquée
- Cheminée de Kawéni, inscrite au titre des monuments historiques en 2020.